# تور اسکورت شده

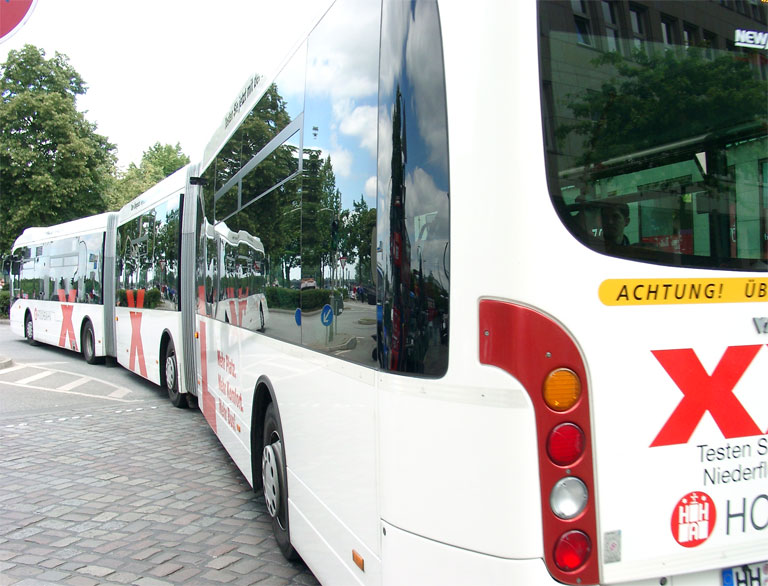
اتوبوس بزرگ گردشگران.

تور اسکورت شده و نیز تور همراهی شده یا تور با همراه یک شکل از گردشگری است که در آن مسافران به صورت گروهی و در حالی که توسط راهنمایان تور همراهی می‌شوند به مسافرت و گردش می‌روند. تور با همراه در مقابل تور بدون همراه قرار دارد که در آن گردشگران به حال خود رها می‌شوند.
تورهای همراهی شده ممکن است با نام تور پکیج هم شناخته شوند.
تورهای همراهی شده به طور معمول توسط یک راهنمای تور برپا و اداره می‌شوند که وظیفه اش مراقبت و توجه به مسافران است. تورهای همراهی شده عمدتاً شامل همه مخارج و موارد مرتبط با مسافرت شامل پرواز، هتل‌ها، حمل و نقل، ترانسفر بین فرودگاه و هتل، وعده‌های غذایی و برخی از گشت و گذارهای کوتاه می‌شوند.
تورهای با راهنما معمولاً به گونه‌ای هستند که مسافران بیش از سه شب در یک محل نمی‌مانند. معمولاً سرعت برنامه‌ها در این تورها بالاست.

## یادداشت
1. ↑  Motorcoach Tour Mart (1979), The best in escorted tours, USA and Canada via motorcoach and air, Grace J. Talmadge and Associates, retrieved 19 April 2013 {{citation}}: More than one of |accessdate= و |access-date= specified (help)
2. ↑  "Tours: a selection of escorted tours", International Travel News, Martin Publications, Inc, 29 (8): 94(1), 2004-10-01, ISSN 0191-8761 {{citation}}: More than one of |ISSN= و |issn= specified (help)